# István Fábián
Dans le nom hongrois Fábián István, le nom de famille précède le prénom, mais cet article utilise l’ordre habituel en français István Fábián, où le prénom précède le nom.
István Fábián, né à Budapest en 1953, est un poète et graphiste hongrois. 

## Biographie
István Fábián contribue régulièrement aux revues et hebdomadaires suivants : Alföld, Palócföld, Mozgó Világ, Magyar Napló, Somogy, Hitel, etc., mais travaille également comme graphiste et typographe.
Il participe à ce titre à la mise en page de plusieurs publications, tels Kritika, Film Színház Muzsika, Fotóriporter, Mix, LEN Magazine, FINA Magazine ; mais également de plusieurs ouvrages.
Il est également connu comme à l'origine de chartes graphiques de plusieurs grands événements sportifs, qu'il s'agisse de compétitions nationales ou internationales. Il a notamment été chargé d'imaginer le design des Championnats du monde de natation 2021 à Budapest.
Dans ses poèmes, il exprime sa difficulté de transformer les dénis de la période communiste en réalités positives. Ses vers les plus récents sont disponibles dans des revues numériques, à l'instar de Szőrös kő, Forrás, Új Forrás et Tiszatáj-online.

## Distinction
- Prix MOB-Média (2005)